# Општина Фундени (Галац)
Фундени (рум. Fundeni) општина је у Румунији у округу Галац.
Oпштина се налази на надморској висини од 13 m.